# Heterotis antennina
Heterotis antennina är en tvåhjärtbladig växtart som först beskrevs av James Edward Smith, och fick sitt nu gällande namn av George Bentham. Heterotis antennina ingår i släktet Heterotis och familjen Melastomataceae. Inga underarter finns listade i Catalogue of Life.